# Výstava

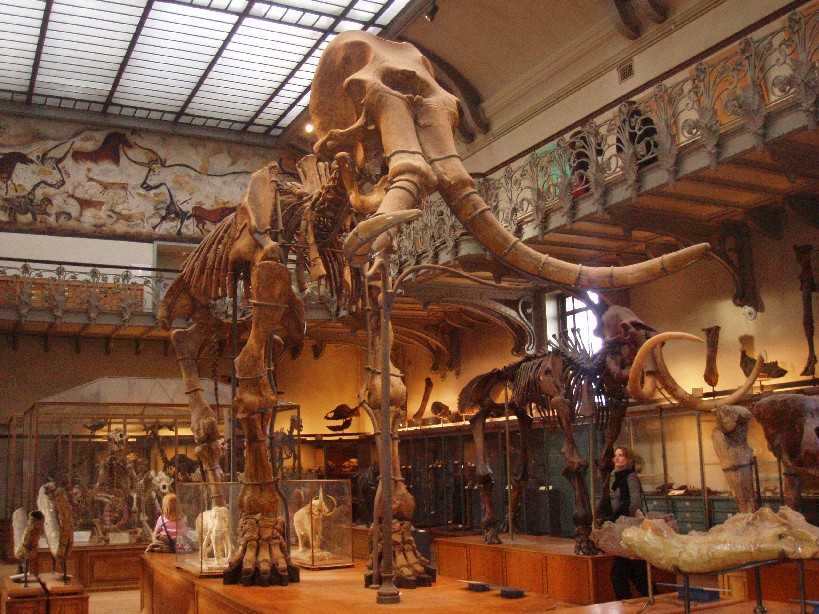
Muzejní expozice

Výstava a expozice jsou formy stálé nebo dočasné veřejné prezentace, při které jsou výstavní předměty (exponáty) předváděny publiku. Lze rozlišovat výstavy umění nebo vědecky zaměřené výstavy, které prostřednictvím exponátů předávají znalosti (tj. formy, během kterých je prezentována činnost muzea či jiné kulturní instituce nebo jejich sbírkový fond), a komerčně zaměřené obchodní výstavy, na kterých jsou prezentovány produkty a služby za účelem propagace výroby a obchodu s těmito nabídkami.

## Rozdíl mezi výstavou a expozicí
I když slova výstava a expozice jsou do určité míry synonyma (a z jazykového hlediska je výstava dokonce přesným kalkem slova expozice), obvykle slouží k rozlišení dvou prezentačních forem:
- Expozice je dlouhodobá, obvykle trvá déle než 2 roky a v delším horizontu (např. 10 let) obměňovaná či invovaná. Vychází ze zaměření muzea – prezentovány jsou sbírkové předměty muzea,  představuje jejich jádro a shrnuje charakter sbírky.
- Výstava je krátkodobá – orientačně do doby trvání 2 let, putovní výstava je vystavována na více místech a může být obměňována v souvislosti s regionem nebo zaměřením zapůjčitele. Výstava je obvykle zaměřena na úžeji vymezené téma a jde více do hloubky než expozice. Bývá taktéž provázena doprovodnými akcemi.

## Fáze přípravy výstavy / expozice
Nejdříve je potřeba se nad tématem budoucí výstavy zamyslet, je-li téma zpracovatelné, je-li na zpracování tématu dostatek financí, prostor, předmětů. Dle toho se rozhodneme, bude-li výstava realizována či nikoli. Dojde k vytvoření synopse – o čem výstava bude, komu bude určena.
Poté se připraví libreto, kde se zpracuje dané téma zhruba v rozsahu jedné strany. V této fázi musíme rozhodnout, zda budeme potřebovat nové vitríny, panely, modely, předběžně rozhodujeme o doprovodných programech, vytváříme finanční rozvahu.
V poslední fázi před samotnou instalací dojde k vytvoření scénáře, kde musí být detailně popsána celá výstava, protože dle tohoto plánu se bude výstava připravovat. Musí obsahovat přesné plány – půdorysy jednotlivých místností, pohledy do vitrín, přesný nákres vitrín, plné znění textů a popisků včetně jejich barvy, velikosti a druhu fontu a další věci potřebné pro instalaci. Pokud si výstavu / expozici vytváří muzeum samo, může být scénář volnější.